# Plzeňi felkelés
A Plzeňi felkelés 1953. május 31-től június 2-ig tartott. A csehszlovákiai városban dolgozó munkások erőszakosan tiltakoztak a valutareform és a Csehszlovák Kommunista Párt politikája ellen. A sérültek száma körülbelül 220 fő volt.

## Előzmények
Miután a kommunista párt 1948-ban átvette a hatalmat Csehszlovákiában, a termelést a nehéziparra, különösen a fegyverkezésre koncentrálta. A mezőgazdaságot is erőszakosan kollektivizálta. Ezek az intézkedések áru-, főképp élelmiszerhiányhoz vezettek, melyet egy 28%-os infláció is kísért. Emellett az inflációra a kormány reakciója 1953-ban abból állt, hogy megemelte az államilag forgalmazott termékek árát. Ez növekvő elégedetlenséghez és rövid életű sztrájkokhoz vezetett.
A következő lépés egy valutareform volt, mely a megtakarítások leértékelődését vonta maga után. 1953. május 31-én a csehszlovák koronát aranyalapra helyezték, és a rubel árfolyamához rögzítették.
A jegyrendszert eltörölték, az addig jegyre adott termékek támogatott árait emelték, de a szabadpiaci árakat csökkentették. Új bankjegyeket és érméket vezettek be, a lakosságnak át kellett váltani régi pénzeiket, a váltási ráta a megtakarítástól függött; 300 Kčs-ig 5:1, afelett 50:1 arányban, takarékbetéteket még progresszívebb módon váltottak. Egyes társadalmi rétegek teljesen ki voltak zárva az 5:1 arányú váltásból.
A reformtervet a vezetés kezdetben cáfolta, majd ennek bevezetése után széles körű elégedetlenség tört ki. 129 vállalatnál hirdettek sztrájkot a munkások, több cseh városban tüntetések és zavargások voltak, zömmel békés módon.

## A plzeňi felkelés (1953. május 31. – június 2.)
A reform bevezetésének híre gyorsan terjedt a plzeňi Škoda gyártelepen az éjszakai munkások között, akik reggel sztrájkba kezdtek, és úgy döntöttek, hogy bevonulnak a városközpontba. 1953. június 1-jén dél tájékán Plzeňben ezrek emeltek barikádokat az utcákon, elfoglalták a városházát, vörös zászlókat égettek, kommunista jelszavakat téptek le; Lenin-, Sztálin- és Gottwald-mellszobrokat hajítottak ki az ablakon. Emellett szabad választásokat, a kommunista uralom végét követelték.
Ezt követően betörtek a bíróság és az StB (Állami Biztonsági Szolgálat) épületébe is, feldúlták, felgyújtották azt. Egyes helyi kommunisták és rendőrök is csatlakoztak a felkelőkhöz, 2000 diákkal egyetemben. A felkelésnek nem volt centrális vezetése, ennek okán a kormány által delegált rendőrök és katonák június 2-án leverték a felkelést. Feltehetőleg 220 ember sérült meg, és a felkelésnek nem lett halálos áldozata.

## Következmény
Leverték a lázadást, ezreket tartóztatva le. Kijárási tilalmat és statáriumot vezettek be, a „főkolomposokat”, illetve a részt vevő CSKP- és StB-személyzetet súlyos börtönbüntetésekre ítélték: csak Plzeňben 256 fő került bíróság elé 15 perben.